# إنتل هكس
إنتل هكس (بالإنجليزية: Intel HEX)‏ هي صيغة ملفات تنقل المعلومات الثنائية في صورة حروف أسكي. تستخدم عادة في عملية برمجة المتحكمات الدقيقة وأنواع أخرى من أجهزة البرمجة المنطقية. من التطبيقات الأكثر شيوعًا لاستخدامها، عندما يحول مجمع النص المصدري (من لغة C أو لغة التجميع Assembly مثلًا) إلى لغة الآلة، ثم يخرجها في ملف بتنسيق إنتل هكس. هذا الملف يحمل عادة امتدادات مثل HEX. أو hex. أو H86. تقرأ أداة البرمجة الملف وتخزن لغة الآلة المرمزة فيه في ذاكرة قراءة فقط قابلة للبرمجة PROM، أو ينقل إلى نظام الملفات في الجهاز الهدف لتحميله وتنفيذه.
كل سطر في ملف بتنسيق إنتل هكس يسمى سجلًا، وكل سجل يتضمن عدة حقول، من بينها البيانات المراد نقلها فعليًّا وحجمها ونوعها وعنوان بدايتها. في نهاية الملف يوضع سطر (سجل) يبين نهاية الملف.

## استشهادات
1. ↑  "Intel HEX File Format". Microchip Developer Help. مؤرشف من الأصل في 2020-05-24. اطلع عليه بتاريخ 2020-08-16.